# Centrum Dokumentacji Deportacji Górnoślązaków w Radzionkowie

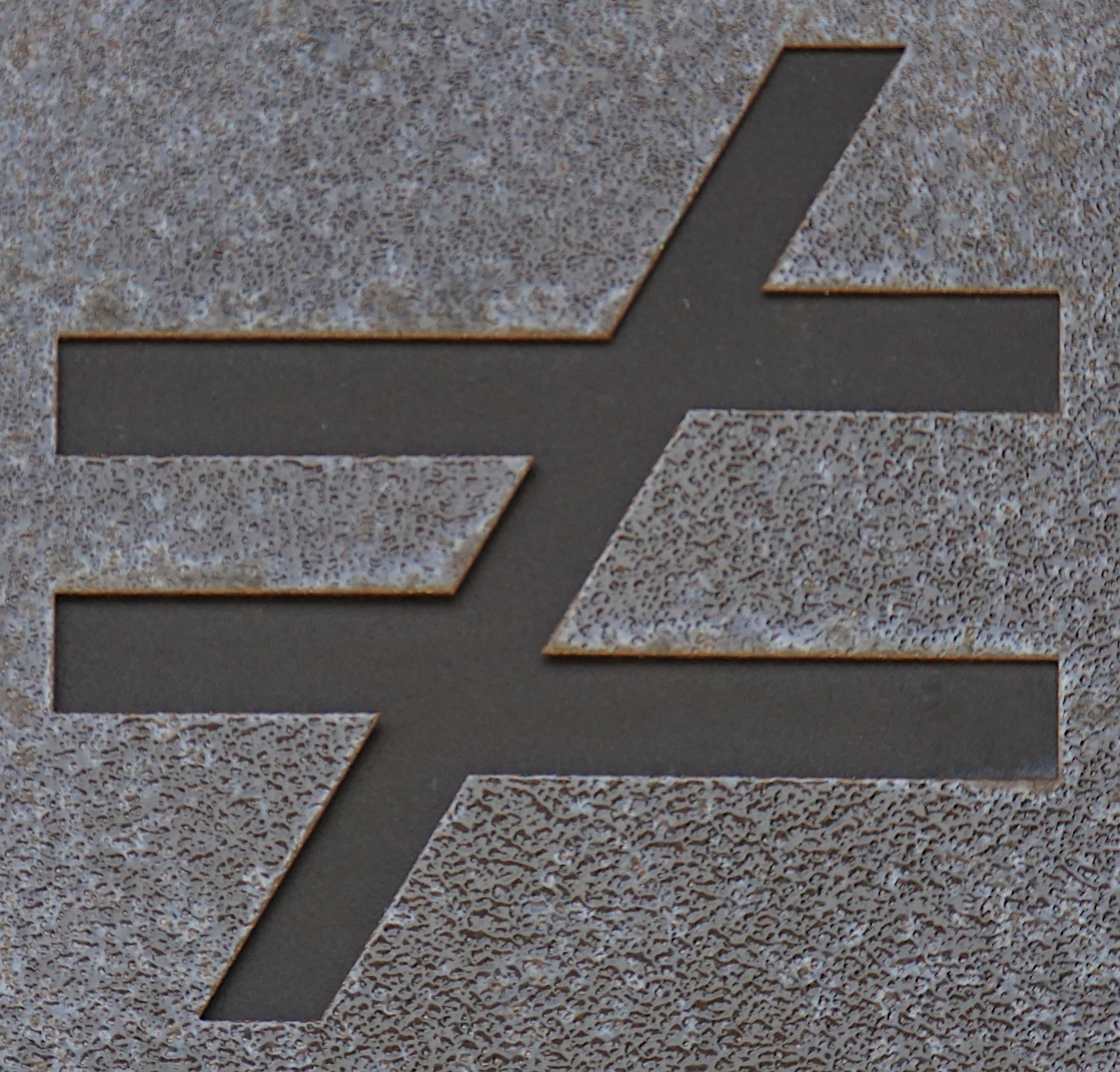
Logo Centrum Dokumentacji Deportacji Górnoślązaków 1945 do ZSRR

Centrum Dokumentacji Deportacji Górnoślązaków do ZSRR w 1945 roku w Radzionkowie – placówka ekspozycyjno-archiwalna z siedzibą w Radzionkowie. Placówka powstała dzięki staraniom gminy Radzionków, katowickiego oddziału Instytutu Pamięci Narodowej oraz prywatnych osób – deportowanych i ich rodzin. W projekt włączyło się również 29 śląskich samorządów, które wsparły placówkę finansowo.
Oficjalne otwarcie Centrum miało miejsce 14 lutego 2015 roku. W uroczystości uczestniczył m.in. Prezydent Rzeczypospolitej Polskiej, Bronisław Komorowski oraz gość honorowy – jedna z żyjących jeszcze deportowanych osób.
Idea urządzenia stałej wystawy, poświęconej deportacjom Górnoślązaków na tereny ZSRR w 1945 roku, powstała w 2007 roku i nawiązuje do wystawy pt. „Deportacje Górnoślązaków do ZSRR w 1945 roku”, jaka została zorganizowana w 2003 roku przez Biuro Edukacji Publicznej Instytutu Pamięci Narodowej w Katowicach w Muzeum Górnośląskim w Bytomiu. Autorem inicjatywy utworzenia Centrum były władze miasta Radzionkowa. W 2012 roku udało się pozyskać na ten cel nieczynny budynek radzionkowskiego dworca kolejowego. W latach 2013–2014 przeprowadzono remont budynku, przystosowując go na potrzeby powstającej placówki.
Centrum Dokumentacji Deportacji Górnoślązaków do ZSRR w 1945 roku aspiruje do bycia swoistym pomnikiem pamięci dla tysięcy Górnoślązaków wywiezionych wbrew swojej woli do ZSRR w 1945 roku m.in. na dzisiejsze tereny Syberii, Kamczatki, Ukrainy, Białorusi, Kazachstanu, Turkmenistanu oraz Gruzji. Wielu z nich już nigdy nie wróciło do swoich domów.
Rozpad Związku Radzieckiego i zmiana ustroju politycznego w Polsce sprawiły, że zaczęto prowadzić szeroko zakrojone badania naukowe na temat wydarzeń roku 1945 na Górnym Śląsku. Powstały pamiątkowe tablice, organizowane są panele dyskusyjne, a Centrum Dokumentacji Deportacji mieszczące się w Radzionkowie, ma niejako spinać klamrą te działania.
W placówce znajduje się stała ekspozycja poświęcona deportacjom. Nad jej rzetelnością i poziomem merytorycznym czuwał katowicki oddział Instytutu Pamięci Narodowej. „Poza działalnością wystawienniczą Centrum Dokumentacji Deportacji pełni rolę placówki badawczej i archiwalnej – gromadzi wszelkie możliwe do pozyskania dokumenty, publikacje i książki poświęcone tematowi wywózek Górnoślązaków do Związku Radzieckiego w 1945 roku, a każdy odwiedzający placówkę może z tych zasobów skorzystać”. – mówi dr Gabriel Tobor, Burmistrz Miasta Radzionków, inicjator i pomysłodawca stworzenia Centrum.
Centrum Dokumentacji Deportacji Górnoślązaków w 1945 roku do ZSRR w Radzionkowie realizuje projekt lekcji edukacyjnych. Projekt ten adresowanych jest do uczniów szkół gimnazjalnych i ponadgimnazjalnych. Zajęcia prowadzone są w oparciu o „żywą historię”, z wykorzystaniem eksponatów i fragmentów ekspozycji.